# Лејк Сити (Пенсилванија)
Лејк Сити (енгл. Lake City) град је у америчкој савезној држави Пенсилванија.

## Демографија
По попису из 2010. године број становника је 3.031, што је 220 (7,8%) становника више него 2000. године.
| Група             | 2000.         | 2010.         |
| Белци             | 2.777 (98,8%) | 2.913 (96,1%) |
| Афроамериканци    | 0 (0,0%)      | 27 (0,9%)     |
| Азијати           | 4 (0,1%)      | 5 (0,2%)      |
| Хиспаноамериканци | 17 (0,6%)     | 40 (1,3%)     |
| Укупно            | 2.811         | 3.031         |